# Prodigy (Rapper)
Prodigy (* 2. November 1974 als Albert Johnson in Hempstead, New York; † 20. Juni 2017 in Las Vegas, Nevada) war ein US-amerikanischer Rapper und ein Mitglied des Hip-Hop-Duos Mobb Deep.

## Biografie
Johnson begann Ende der 1980er-Jahre zu rappen. Mit Havoc, den Prodigy auf der High School of Art and Design in New York City kennenlernte, gründete er daraufhin das Duo Mobb Deep. Prodigy nahm dabei zu Beginn die Rolle des Rappers ein, während Havoc die Musik produzierte. Im April 1993 veröffentlichte die Gruppe ihr Debütalbum Juvenile Hell über das Label Fourth And Broadway Records. Zwei Jahre später folgte The Infamous über Loud Records. The Infamous verhalf der Gruppe zu ihrem Durchbruch und gilt als eines der einflussreichsten Alben des East Coast Raps.
Prodigys erstes Soloalbum erschien im November 2000. Nachdem er zu diesem Zeitpunkt bereits vier Alben mit seinem Partner Havoc als Mobb Deep aufgenommen hatte, wollte er sich eine Auszeit nehmen, um an seinem Soloprojekt zu arbeiten. Das Album wurde unter dem Titel H.N.I.C. veröffentlicht. Es erschien über das Label Relativity Records und wurde produziert von Bink!, Hangmen 3, The Alchemist, Robert Kirkland, Havoc, Ez Elpee, Rockwilder, Just Blaze und Ric Rude. H.N.I.C. konnte Goldstatus erreichen. Als Singles wurden die Tracks Keep It Thoro, Rock Dat Shit und Y.B.E. ausgekoppelt.
Nachdem 2006 bereits die Singles Mac 10 Handle und New York Shit erschienen waren, veröffentlichte Prodigy im März 2007 seinen zweiten Longplayer Return of the Mac. Dieser wurde ausschließlich von The Alchemist produziert. Return of the Mac ist ein Mixtape und konnte mit 26.000 verkauften Tonträgern in der ersten Woche auf Platz 32 der U.S. Billboard 200 einsteigen. Es erschien über das Label Koch Records. Als weitere Singles wurden 2007 die Songs Stuck To You und 7th Heaven ausgekoppelt. Der Track Stuck To You erschien bereits im Sommer 2005 über das deutsche HipHop Tapelabel OnTheMix Records. In der Märzausgabe des HipHop-Magazins Juice handelte die Titelstory von Prodigy und The Alchemist.
Am 10. Oktober 2007 wurde Prodigy zu dreieinhalb Jahren Gefängnis verurteilt. Die Polizei hatte seinen Wagen nach einem unerlaubten Wendemanöver angehalten und bei der anschließenden Durchsuchung eine Schusswaffe gefunden, für die er keine Erlaubnis besaß. Der Rapper trat die Haftstrafe im Frühjahr 2008 an. Zuvor stellte Prodigy sein Album H.N.I.C. Pt. 2 fertig, das größtenteils von The Alchemist produziert wurde. Das Album kam am 22. April 2008 auf den Markt und erreichte Platz 36 der Billboard-Charts. Am 4. November 2008 wurde das Album unter dem Titel H.N.I.C. Pt. 2: The Ultimate Collectors Edition wiederveröffentlicht. Diese Version enthält acht weitere Lieder, ein Bandana mit der Aufschrift „Free P“ sowie eine DVD mit Videos zu allen Stücken. Am 7. März 2011 wurde Prodigy aus dem Gefängnis entlassen.
Der Rapper starb am 20. Juni 2017 in einem Krankenhaus an einem verschluckten Ei. Er war dort wegen einer Sichelzellenanämie behandelt worden, an der er seit seiner Geburt litt.

## Diskografie

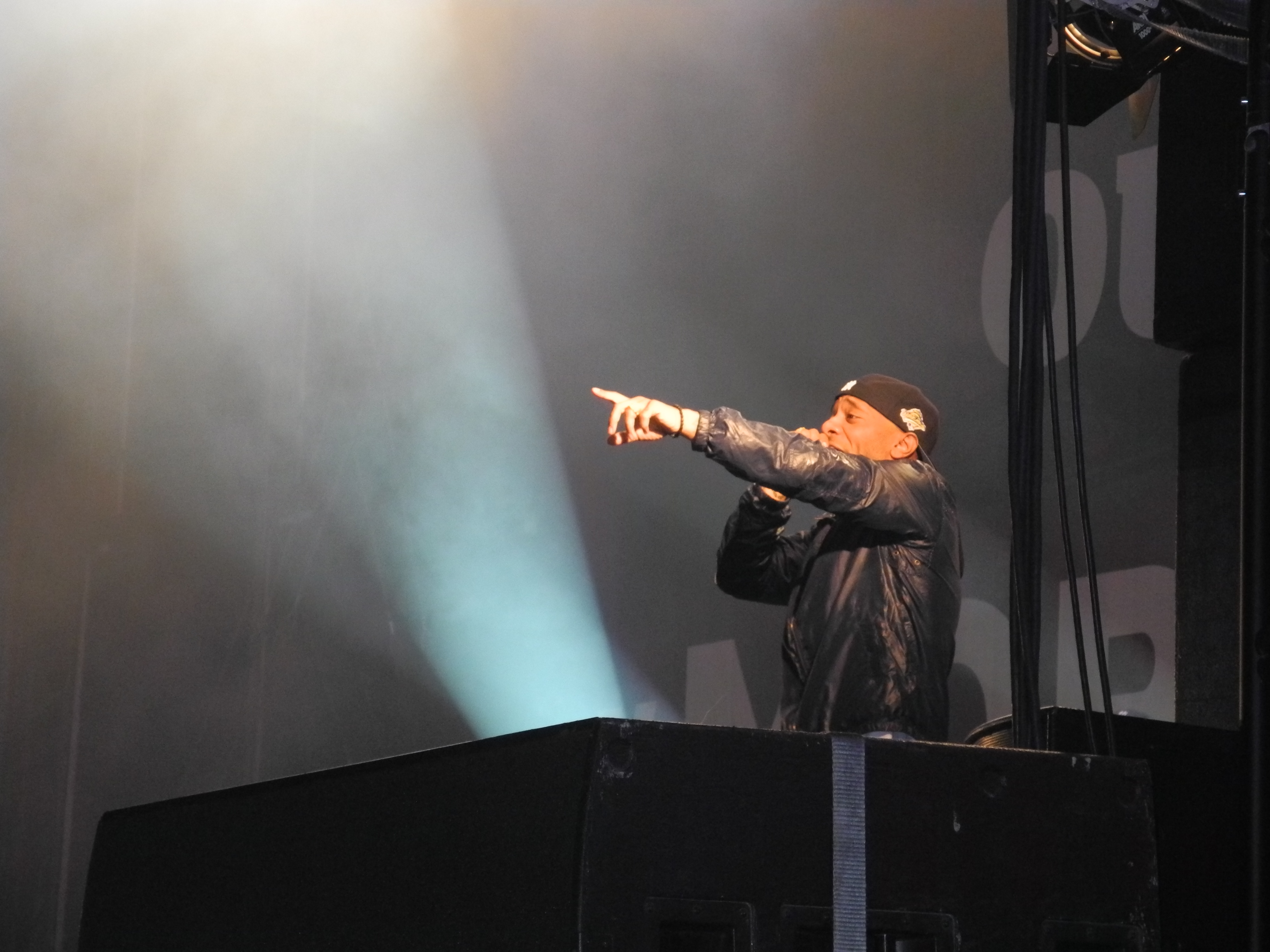
Prodigy beim Out4Fame-Festival 2015

### Alben
- 2000: H.N.I.C.
- 2007: Return of the Mac
- 2008: H.N.I.C. Part 2
- 2008: Product of the 80’s
- 2012: H.N.I.C. Part 3
- 2012: The Bumpy Johnson Album
- 2013: Albert Einstein (mit The Alchemist)
- 2017: Hegelian Dialectic: The Book of Revelation

### Mixtapes
- 2009: Ultimate P
- 2010: Ultimate P 2

### Singles
- 2000: Keep It Thoro
- 2001: Rock Dat Shit
- 2001: Y.B.E.
- 2006: Mac 10 Handle
- 2006: New York Shit
- 2007: Stuck on You
- 2008: ABC
- 2008: The Life